# Фестивус
Фестивус — светский праздник, отмечаемый 23 декабря как альтернатива напряжённому и коммерциализированному празднованию рождества. Изначально созданный американским писателем Дэниелом О’Кифом, фестивус вошёл в массовую культуру после того, как стал темой выпущенной в 1997 году десятой серии девятого сезона сериала «Сайнфелд», озаглавленной «Забастовка», соавтором сценария которой стал сын Дэниэла О’Кифа Дэн О’Киф.
Некоммерческое празднование происходит, как показано в «Сайнфелде», 23 декабря и включает в себя «ужин фестивуса», не украшенный ничем алюминиевый шест, обычаи «высказывания жалоб» и «проверки крепости духа», а также объявление легко объяснимых событий «чудом фестивуса». Праздник упоминается в серии как «фестивус для остальных из нас».
Фестивус описывают и как пародийный праздник, и как ироничную форму сопротивления консьюмеризму. Журналист Аллен Солкин описывает его как «идеальную светскую тему для приемлемой для всех декабрьской встречи».

## История
Фестивус был придуман отцом телевизионного сценариста Дэна О’Кифа, автором и редактором Дэниэлом О’Кифом, и отмечался в их семье уже в 1966 году. Хотя латинское слово festivus означает «отличный, веселый, живой» и происходит от лат. festus — «праздничный, торжественный; радостный», О’Кифу-старшему название праздника «просто пришло в голову». В первоначальном варианте О’Кифа фестивус празднуется в день годовщины первого свидания Дэниэла со своей будущей женой Деборой. Фраза «фестивус для остальных из нас» изначально относилась к тем, кто остался после смерти матери старшего О’Кифа, Джаннет в 1976 году, то есть «остальные» — это оставшиеся на этом свете.
В 1982 году Дэниэл О’Киф написал книгу «Украденная молния: Социальная теория магии», описывающую своеобразные ритуалы и их социальную значимость — близкую к традиции фестивуса тему.
Сейчас праздник отмечается 23 декабря, то есть в ту дату, которая упоминается в «Сайнфелде».
Сценарист Дэн О’Киф вначале сомневался в идее включить свою семейную традицию в телевизионную серию, но когда исполнительные продюсеры Алек Берг и Джефф Шаффер узнали о диковинном празднике от младшего брата Дэна, ими вначале овладело любопытство, затем восторг, а затем они стали настаивать на включении праздника в сценарий. Позже Шаффер размышлял: «таковы сюжеты Сайнфелда: настоящие — всегда лучшие. У реальности есть такой нюанс, что она порой оказывается просто идеальна. Мы могли бы миллиард лет просидеть в комнате, и так никогда и не придумать фестивус. Он такой безумный и уморительный, и просто забавный, и такой обескураживающий. Это потрясающе».

## Обычаи
Праздник, каким он показан в серии «Сайнфелда», включает ряд обычаев. «Высказывание жалоб» происходит за праздничным столом, и каждый человек рассказывает всем о том, что разочаровывало его в уходящем году. После праздничной трапезы совершается «проверка крепости духа», включающая борьбу с главой семьи: праздник заканчивается, только если главу семьи положили на лопатки.

### Шест фестивуса

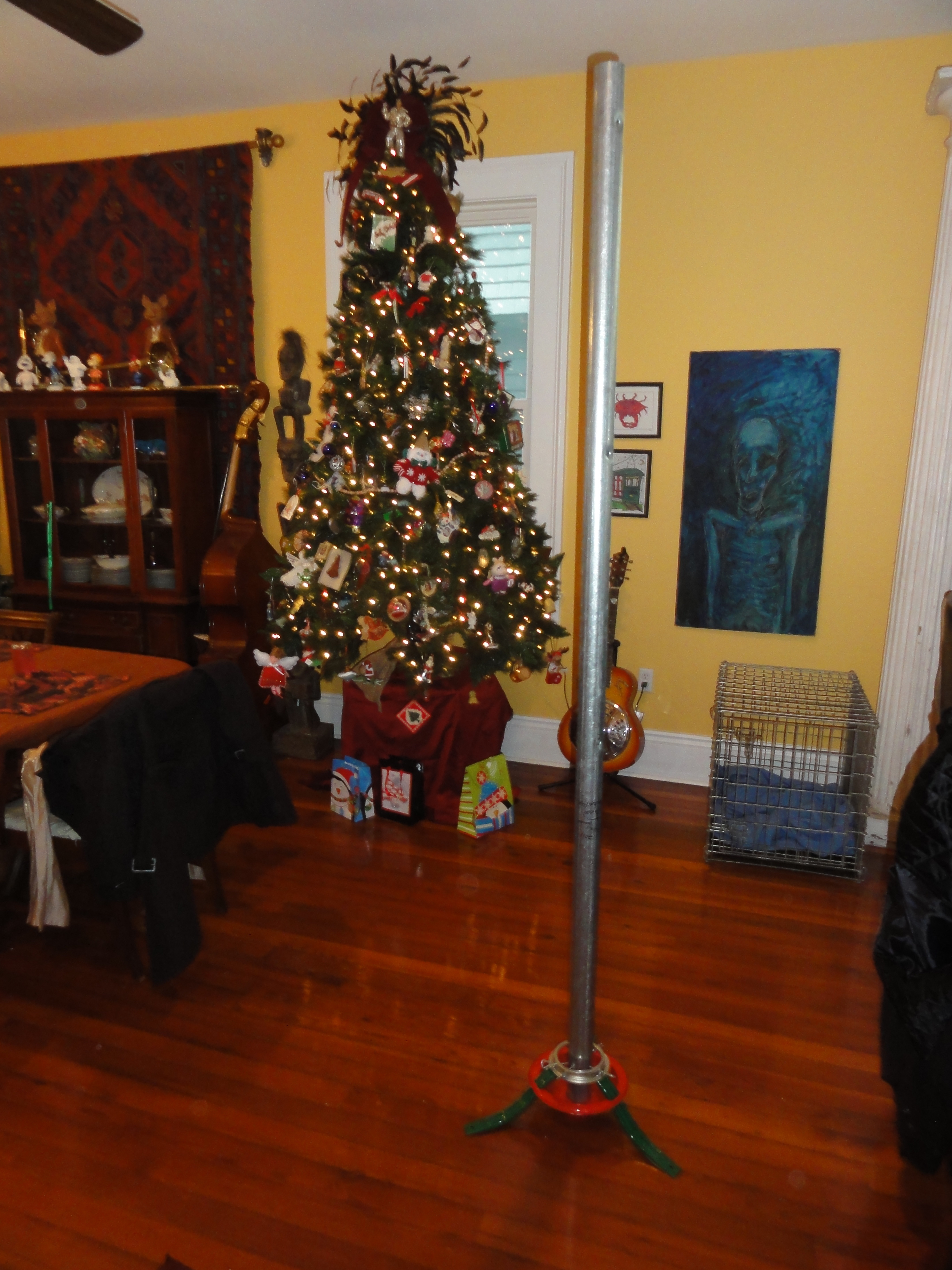
Шест фестивуса на фоне рождественской ёлки

В серии празднование фестивуса начинается с алюминиевого шеста на подставке. Фрэнк Костанза упоминает как привлекательное качество его «высокую удельную прочность». Шест фестивуса не требует украшений. По словам Фрэнка, «мишура отвлекает».
Дэн О’Киф приписывает идею шеста соавтору сценария «Сайнфелда» писателю Джеффу Шафферу. В семье О’Кифа алюминиевый шест не был частью изначального празднования, центром которого становилось прибивание к стене мешка с часами.

### Ужин фестивуса
В телевизионной серии праздничный ужин происходит в вечер фестивуса до «проверки крепости духа» и включает «высказывание жалоб», в качестве главного блюда подаётся нечто похожее на нарезанный мясной рулет на листьях салата, никакого алкоголя на столе нет, но босс Джорджа мистер Крюгер что-то пьёт из карманной фляжки.
На настоящих семейных праздничных ужинах О’Кифов, как описано в посвящённой фестивусу книге Дэна О’Кифа, подавалась индейка или ветчина.

### Высказывание жалоб

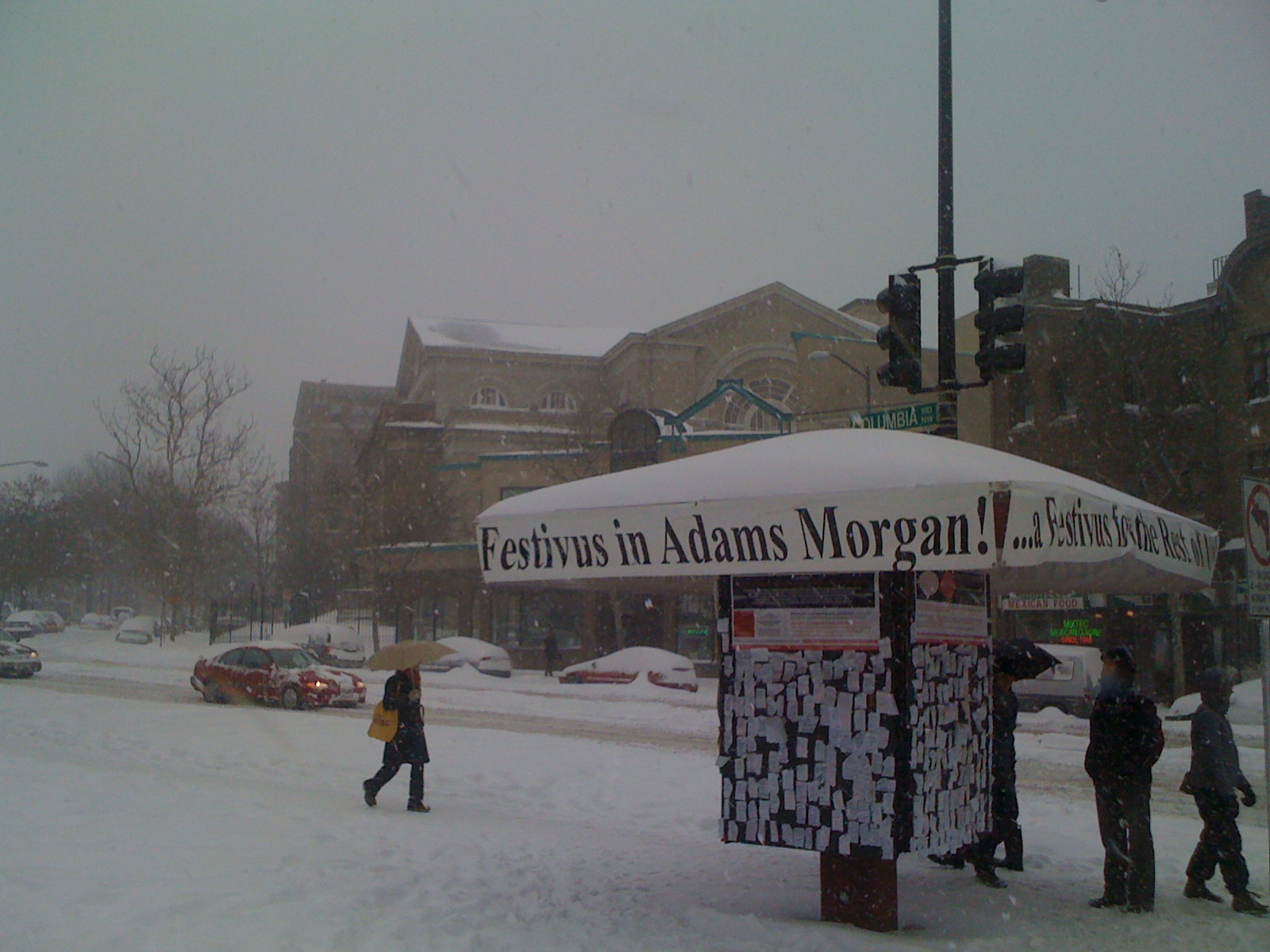
«Фестивус в Адамс-Моргане!» — доска для «высказывания жалоб» в районе Адамс-Морган города Вашингтон

«Высказывание жалоб» происходит сразу после того, как подаётся праздничная еда. В телевизионной серии, Фрэнк Костанза начинает его с фразы: «У меня было много проблем с вами, люди, и вы сейчас услышите о них!» Обычай состоит в том, что каждый человек выражает своё негодование в адрес других людей и мира, рассказывая, чем они его разочаровали за прошедший год.

### Проверка крепости духа
Обычай «проверки крепости духа» завершает празднование фестивуса и происходит сразу же после (а в телевизионной серии — во время) праздничного ужина. Глава семьи выбирает одного человека из присутствующих на праздновании и вызывает его на борцовский поединок. Традиция утверждает, что фестивус не закончен, пока глава семьи не положен на лопатки. В телесериале, однако, Крамер обходит это правило, создав предлог для исчезновения. «Проверка крепости духа» упоминается в серии дважды перед непосредственным совершением обычая. В обоих случаях не сообщается, что именно произошло, но в каждый раз Джордж Костанза выбегает из кафе в безумной панике, что намекает на горький опыт «проверок крепости духа» в прошлом. Суть «проверок крепости» раскрывается лишь в самом конце эпизода, когда происходит этот ритуал.

### Чудеса фестивуса
Космо Крамер дважды объявляет «чудо фестивуса» во время празднования фестивуса в семье Костанза. В обоих случаях «чудеса» организует сам Крамер.

## Распространение

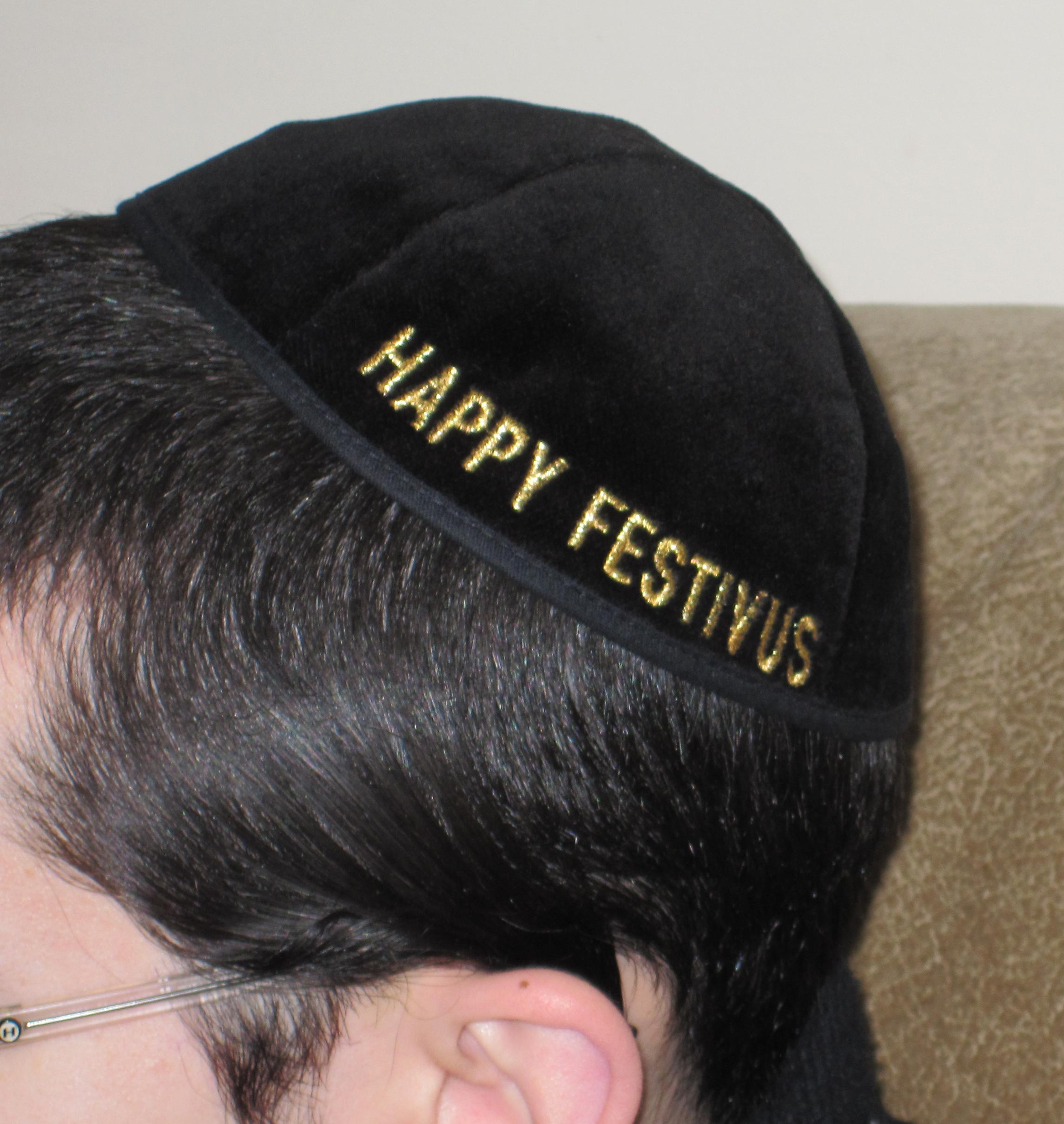
«Счастливого фестивуса» — вышивка на ермолке

Некоторые люди, в основном под влиянием серии «Сайнфелда», впоследствии начали отмечать праздник с той или иной степенью серьёзности. Фестивусу была посвящена книга 2005 года журналиста Аллена Солкин «Фестивус: праздник для нас остальных», а раввин Джошуа Илайя Плаут упомянул фестивус в книге 2012 года «Кошерное Рождество».
В 2005 году губернатор штата Висконсин Джим Дойл объявил «губернаторский фестивус» и установил шест фестивуса в своей резиденции во время зимних праздников; позже губернаторский шест фестивуса стал частью коллекции Исторического музея штата Висконсин.
В 2010 году передача СNN с участием Джерри Стиллер рассказывала о растущей популярности праздника, в том числе о праздничном сборе средств конгрессменом; в тот же год газета «Крисчен Сайенс Монитор» сообщила, что фестивус вошёл в список трендов года «Твиттера».
В 2012 году компания Google представила специальное оформления результата поиска для слова «Festivus»: в дополнение к обычным результатам, неукрашенный алюминиевый шест был показан рядом со списком результатов поиска, а подсчёт результатов и скорости был снабжён указанием: «Чудо фестивуса!». Также в 2012 году «шест фестивуса» был водружён в парке города Дирфилд-Бич, штат Флорида рядом с традиционным религиозным праздничным оформлением. Похожий шест фестивуса демонстрировался рядом с оформлением на религиозную тему в Капитолии штата Висконсин вместе с транспарантом, декларирующим разделение государства и религии.
В 2013 и 2014 годах шест фестивуса высотой 1,8 м был сооружён из пивных банок и установлен рядом с рождественским вертепом и другим религиозным праздничным оформлением в Капитолии штата Флорида как выражение поддержки разделения церкви и государства. В 2015 году автору этой инсталляции было предоставлено разрешение для установки шеста фестивуса, на этот раз оформленного на тему гей-прайда и увенчанного диско-шаром в знак празднования решения Верховного суда США об однополых браках, у парламентских зданий штатов Флорида, Джорджия, Иллинойс, Мичиган, Миссури, Оклахома и Вашингтон.
В 2016 году американский сенатор Рэнд Пол выпустил специальную праздничную фестивус-версию своего «Доклада о расточительности». В 2016 году «Тампа Бэй Таймс» стала первой газетой, позволившей читателям совершить обычай «высказывания жалоб» на своём веб-сайте, обещая опубликовать их в день фестивуса 23 декабря.
В 2017 и 2018 году высказывания президента Дональда Трампа сравнивались с обычаем «высказывания жалоб».

## Обычаи в семье О’Киф
Обычаи празднования в семье О’Киф отличаются от телевизионной версии. В книге Дэна О’Кифа упоминается, что детали праздника были изменены или заменены при подготовке сценария серии.

### Часы фестивуса
В передаче CNN 2013 года о происхождении фестивуса младший О’Киф говорит о своём опыте празднования: придумавший обычаи праздника отец О’Кифа использует как основной атрибут праздника не алюминиевый шест, а часы в прибитом к стене мешке. Каждый год мешок был другим, и в нём редко были одни и те же часы, но стена была всегда одна и та же. Отец прибивал мешок тайно, а потом с гордостью показывал его семье. Младший О’Киф сказал CNN: «настоящим символом праздника были часы, которые мой отец клал в мешок и прибивал каждый год к стене… Я не знаю, зачем, я не знаю, что это означает, он никогда не рассказывает мне. Он всегда говорил: „вам не следует знать об этом“».